# فتاة الملصق (فلم)
فتاة الملصق هو فيلم وثائقي قصير أمريكي صدر عام 2010 يتحدث عن تجربة جندي أمريكي مع اضطراب ما بعد الصدمة بعد عودته من حرب العراق .  تم عرض الفيلم في مهرجان تيلورايد السينمائي السابع والثلاثين في 3 سبتمبر 2010.  تم ترشيحه لجائزة الأوسكار لأفضل فيلم وثائقي (موضوع قصير) في حفل توزيع جوائز الأوسكار الثالث والثمانين في 25 يناير 2011،  لكنه خسر أمام فيلم Strangers No More . 
الفيلم من إنتاج شركة Portrayal Films وتم تصوره وإنتاجه بواسطة Mitchell Block وإخراجه وتصويره بواسطة Sara Nesson. 

## روابط خارجية
- الموقع الرسمي
- Poster Girl  في قاعدة بيانات الأفلام على الإنترنت (بالإنجليزية)